# Мейкон
Ме́йкон (англ. Macon, ˈmeɪkən) — город в центральной части штата Джорджия в США, административный центр округа Бибб (небольшая часть города заходит на территорию соседнего округа Джоунс).
Согласно переписи 2000 года, в городе проживало 97606 человек. Согласно переписи 2007 года, в Мейконской метрополии (включая пригороды) проживало, по оценкам, 229846 человек.

## История
Индейцы в районе Мейкона обитали в течение нескольких тысяч лет. Известным историческим памятником вблизи Мейкона является Национальный памятник Окмалги, где представлено несколько культовых сооружений и курганов индейцев доколумбовой эпохи.
Крупнейшим работодателем города является авиабаза Робинс, которая находится на юге города. В городе находятся несколько учебных заведений, многочисленные музеи и туристические места. Близ города находятся два аэропорта — Региональный аэропорт Средней Джорджии и Аэропорт Герберта Смарта.
В Мейконе расположен главный кампус Университета Мерсера.